# پیتسبرگ (تگزاس)
پیتسبرگ، تگزاس(به انگلیسی: Pittsburg, Texas) شهری در شهرستان کمپ در ایالت تگزاس از ایالات جنوبی ایالات متحده آمریکا است. در سرشماری سال ۲۰۰۰، جمعیت این شهر ۴۳۴۷ نفر اعلام شد.